# Aa-kerk (Aakirkeby)
De Aa-kerk (Deens: Aa kirke) is een luthers kerkgebouw in de Deense stad Aakirkeby op het eiland Bornholm. De Aa-kerk dankt de naam aan de beide waterstromen die naast de kerk lopen, de Læså en Grødbyå.

## Bouwgeschiedenis
De Aa-kerk werd in verschillende fases in de tweede helft van de 12e eeuw gebouwd. De oudste delen van de kerk worden gevormd door het koor, de apsis en de lagere delen van het kerkschip, waarvan het bouwmateriaal, groenachtige kalksteen en roestbruine schalie uit de nabijgelegen Grødby-kreek werd gedolven. Het westelijke deel van het schip en de toren werden gebouwd van kalksteen.
Oorspronkelijk was de toren smaller aan de westelijke kant, maar werd nog in de romaanse periode tot de huidige afmetingen van 13 bij 11 meter verbreed. Met vier verdiepingen reikt de toren tot een hoogte van 22 meter. Het dubbele zadeldak met trapgevels uit de 14e eeuw verving waarschijnlijk een afsluiting van een vierzijdig piramidedak. Tegenwoordig hangen de klokken in de kerktoren, maar vroeger hingen ze conform de gewoonte op het eiland Bornholm in een vrijstaande klokkentoren ten zuiden van de kerk. De gewelfde ruimten van de toren werden ooit gebruikt voor de opslag van voorraden voedsel. De voorhal, de oudste van het eiland, is van iets recentere datum, maar ontstond nog in de romaanse periode omstreeks 1200-1235.
De kerk werd vroeger gewijd aan Johannes de Doper en droeg ooit de naam Sankt Hans kirke. Een verguld beeld van Sint-Jan stond tot 1706 in de kerk, maar werd door de predikant op het kerkhof begraven omdat het beeld de ongewenste aandacht trok van katholieke gevangen tijdens de Grote Noordse Oorlog. De deuren voor de mannen in het zuiden en voor de vrouwen in het noorden zijn bewaard gebleven, al is de laatste in een venster veranderd.

## Interieur
De kerk heeft een groot kerkschip met een houten zoldering. Koor en apsis hebben gewelven uit de gotische periode (circa 1350). Het schip werd ooit door een muur met arcades verdeeld en bezat een galerij voor de bewoners van de niet meer bestaande Lilleborg. Tijdens de grote restauratie van 1874 werd de arcademuur afgebroken en kreeg het interieur haar huidige vorm. In 1968 werd er nog een restauratie uitgevoerd.
Het altaar en de kansel dateren uit 1603 en werden waarschijnlijk gemaakt door Johan Ottho uit Lund. Het zandstenen doopvont met 11 reliëfs over het leven van Jezus stamt uit 1200, een kunstwerk dat wordt toegeschreven aan Sigraf, een Gotlandse meester die productief was in het maken van doopvonten, reliquaria, bewerkte pilaren en reliëfs. De kerk heeft verder enkele oude grafzerken.

## Afbeeldingen

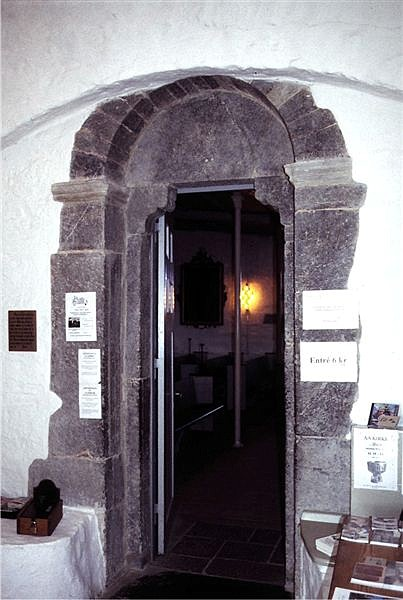
Zuidelijk portaal
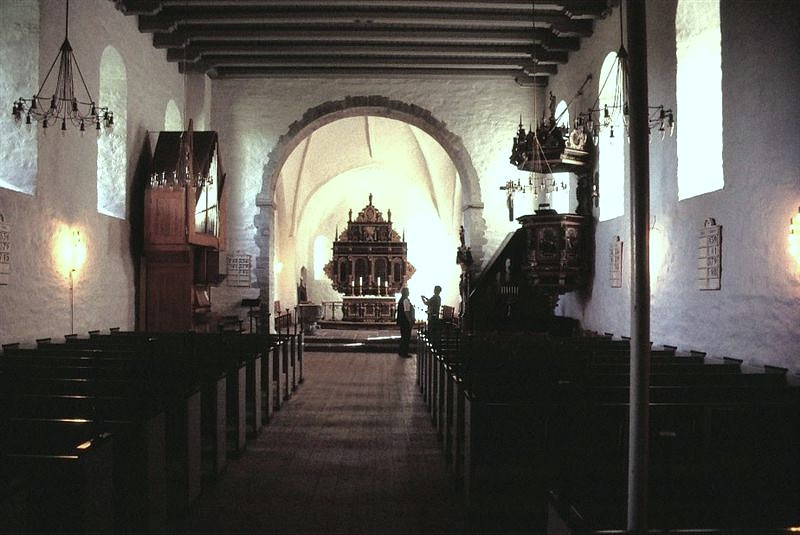
Kerkschip
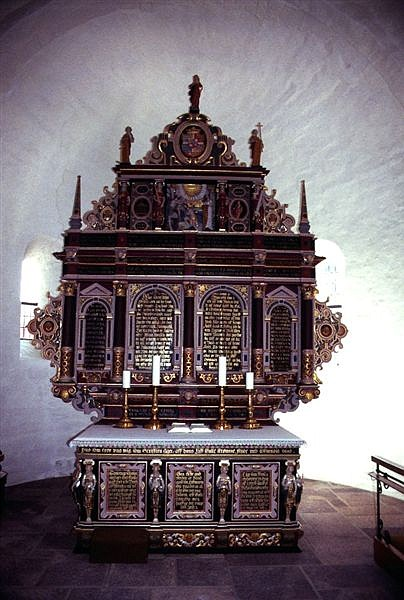
Altaar
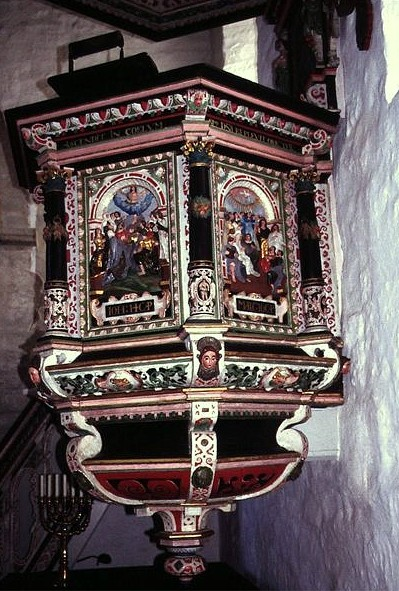
Preekstoel
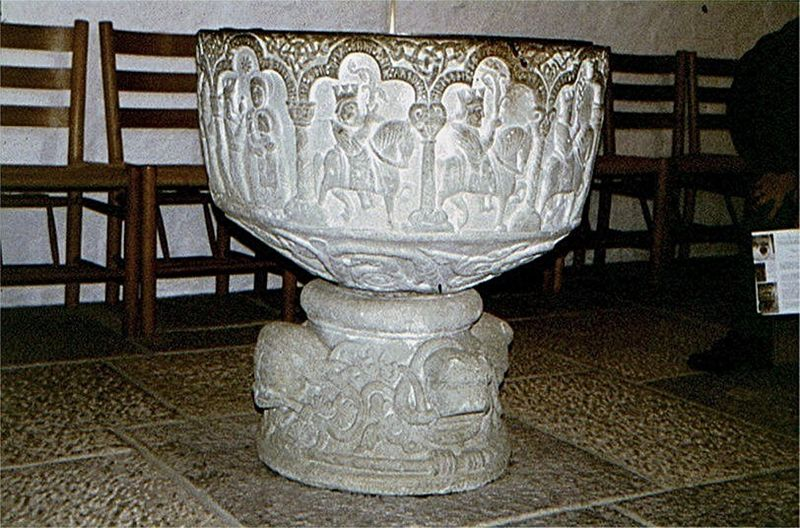
Doopvont